# Іванків (Станишівська сільська громада)
Іва́нків — село в Україні, у Станишівській сільській територіальній громаді Житомирського району Житомирської області. Населення становить 809 осіб (2001). Розташоване на березі річки Гуйва.

## Населення

### Мова
Розподіл населення за рідною мовою за даними перепису 2001 року:
| Мова       | Кількість | Відсоток |
| ---------- | --------- | -------- |
| українська | 788       | 97.40%   |
| російська  | 18        | 2.23%    |
| білоруська | 3         | 0.37%    |
| Усього     | 809       | 100%     |

## Історія
Біля села знаходиться курган VIII—V ст. до н. е.
Згадується під назвою Іванково ще у 1501 році.[джерело?]
Належало Фортунату Михайловському, Маріанні Моржковській (Ганській). З 1800 року — родині Обуховських.
У 1784—1793 роках на березі річки побудовано римсько-католицький костел, що зберігся і зараз діє, як православний храм на честь Різдва Пресвятої Богородиці.
У 1843 році на кошти Тимофія Обуховського побудована дерев'яна церква Животворящої Трійці. У 1863 з'являється парафіяльна школа.

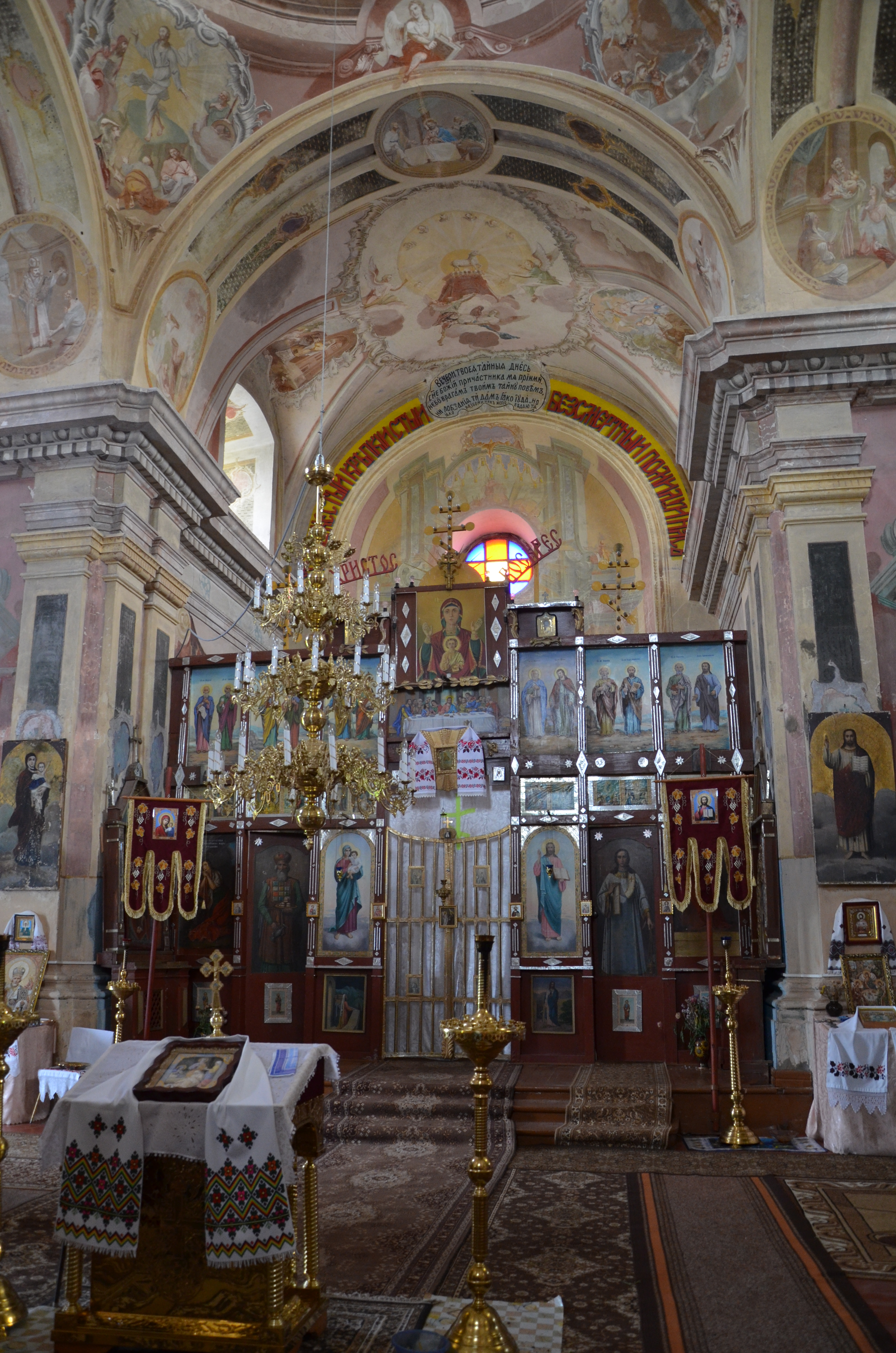
Церква Св. Богородиці, с. Іванків

На початку 80-х років ХІХ століття Обуховські ділять маєток на дві частини та продають: більшу частину купує Лідія Орловська, меншу — Микола Терещенко. Частину Орловської син згодом продасть Марії Невратовій, а та — дружині лікаря Льва Тарасевича Ганні.
Станом на 1885 рік у колишньому власницькому селу Ліщинської волості Житомирського повіту Волинської губернії мешкало 1173 особи, було 124 дворових господарства, існували православна церква, костел, школа, постоялий дім, 5 лавок і бурякоцукровий завод Іванківського товариства, побудований М. А. Терещенком на території будинку пристарілих. Дорога до заводу збереглась до наших днів.
За переписом 1897 року кількість мешканців зросла до 1819 осіб (869 чоловічої статі та 950 — жіночої), з яких 1620 — православної віри.
У 1906 році село Котелянської волості Житомирського повіту Волинської губернії. Відстань від повітового міста 22 верст, від волості 8. Дворів 306, мешканців 1903.
Станом на 1913 рік у селі також було однокласне училище, кредитна спілка, бакалійна лавка, винна лавка.
На території села був водяний млин Тарасевича М. В., який він здавав в оренду. Станом на 1915 рік млин належав вже Миколі Терещенку.
У 1915 році на цукровому заводі працювало 300 чоловік, 20 із них — жінки. На території заводу була лікарня. При ньому нараховувалось 199 десятин землі.
Ще 202 десятин землі були у володінні Андри Василівни Головіної.
У 1925-30 роках — адміністративний центр Іванківського району Волинської округи.
280 місцевих жителів боролися з німецькими загарбниками, 85 з них полягли в боях. У 1970 році односельчани встановили їм пам'ятник.
Під час німецької окупації, на церкві знову з'явився хрест та відновились служіння.
У центрі села, поблизу школи, знаходиться братська могила воїнів (5 чоловік), що загинули у лютому-грудні 1943 року.
Ще два поховання є на місцевому кладовищі (53 та 17 чоловік), на території туб. лікарні (34 чоловіка) і одне поховання воїна біля залізничної колії.
В 1952—1960 роках на усіх п'яти могилах встановлено пам'ятники.[джерело?]
До 25 липня 2017 року — адміністративний центр Іванківської сільської ради Андрушівського району Житомирської області.
12 червня 2020 року, відповідно до розпорядження Кабінету Міністрів України № 711-р «Про визначення адміністративних центрів та затвердження територій територіальних громад Житомирської області» увійшло до складу Станишівської сільської територіальної громади.
19 липня 2020 року, в результаті адміністративно-територіальної реформи та ліквідації Житомирського району (1939—2020), село увійшло до складу новоутвореного Житомирського району.

## Відомі люди
- Мельник Василь Максимович (нар. 1919 — пом. 1999) — Герой Радянського Союзу.
- Скрицький Анатолій Петрович (* 1957) — старшина Збройних сил України, учасник російсько-української війни.